# Deposito ATM Ticinese
Il deposito ATM Ticinese è un deposito tranviario dell'Azienda Trasporti Milanesi.

## Storia

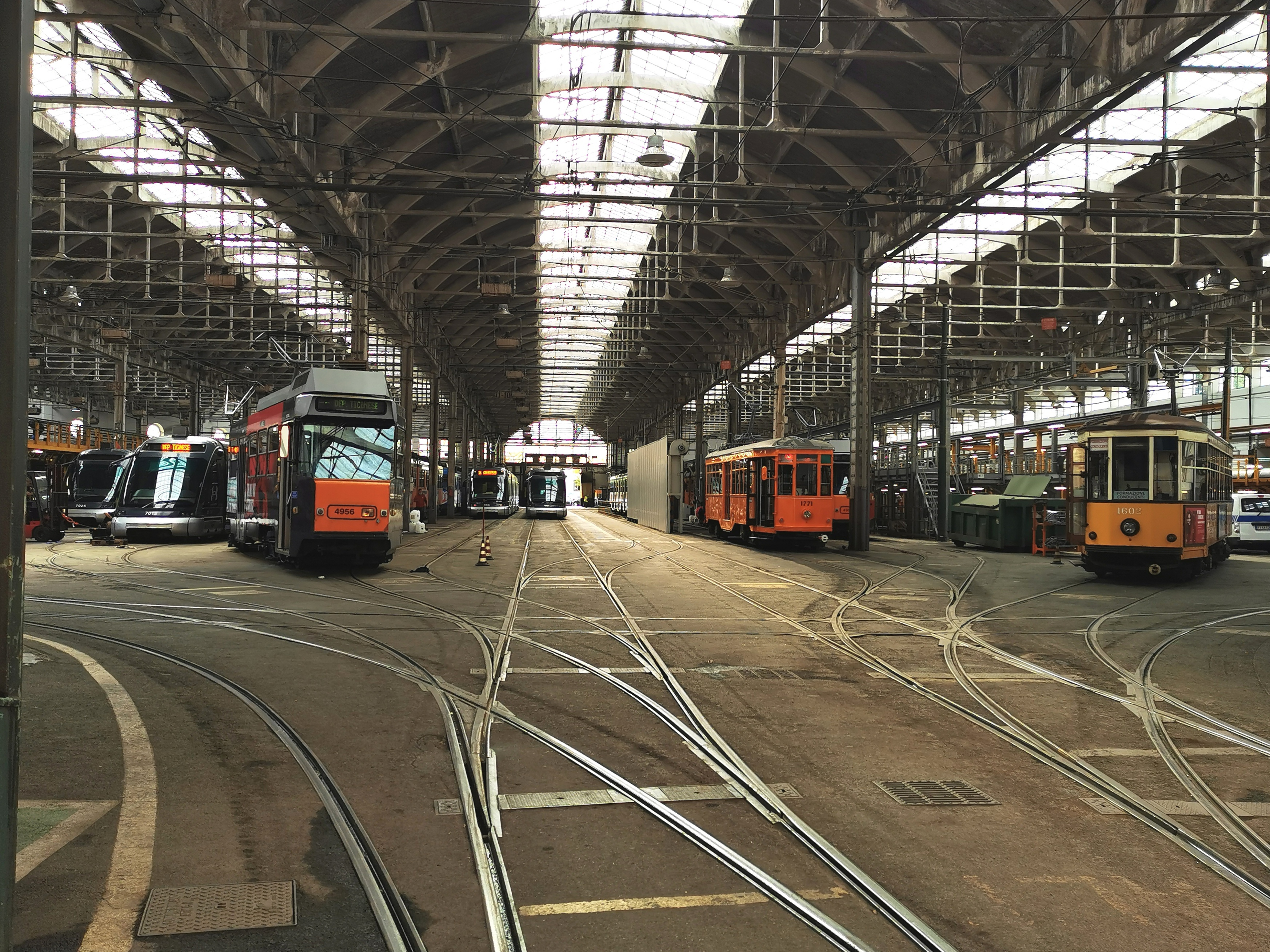
Interno

Il deposito di via Custodi, fuori Porta Ticinese, fu costruito nel 1885 dalla Società Anonima degli Omnibus, esercente della rete tranviaria di Milano, allora a trazione equina.
Inizialmente il deposito si estendeva su una superficie di 5.850 m².
In seguito ai lavori di elettrificazione della rete tranviaria, ora gestita dalla Edison, anche il deposito di via Custodi venne elettrificato, nel 1899; nel 1904 la superficie venne ampliata fino a 9.800 m², per una capacità di 330 vetture.
Nell'ottobre 1905 venne aggiunto un secondo ingresso, con un binario di collegamento verso via Gentilino e corso San Gottardo.
Il deposito passò in seguito all'ATM, ed è tuttora in attività. Costituisce pertanto il più antico deposito esistente della rete milanese.